# Kolonjë (Lushnjë)
Kolonjë é uma comuna (em albanês:  komuna) da Albânia localizada no distrito de Lushnjë, prefeitura de Fier.